# Beatton River Provincial Park
Beatton River Provincial Park är en park i Kanada.   Den ligger i provinsen British Columbia, i den centrala delen av landet, 3 300 km väster om huvudstaden Ottawa. Beatton River Provincial Park ligger 392 meter över havet.
Terrängen runt Beatton River Provincial Park är platt söderut, men norrut är den kuperad. Beatton River Provincial Park ligger nere i en dal som går i öst-västlig riktning. Trakten runt Beatton River Provincial Park är nära nog obefolkad, med mindre än två invånare per kvadratkilometer.. Det finns inga samhällen i närheten.
I omgivningarna runt Beatton River Provincial Park växer i huvudsak blandskog.